# Siseme defasciata
Siseme defasciata är en fjärilsart som beskrevs av Percy I. Lathy 1932. Siseme defasciata ingår i släktet Siseme och familjen Riodinidae. Inga underarter finns listade i Catalogue of Life.